# برنارد تشوتانغ
برنارد تشوتانغ (بالفرنسية: Bernard Tchoutang)‏ (2 سبتمبر 1976 ياوندي الكاميرون - ) هو لاعب كرة قدم كاميروني، يلعب كمهاجم.

## روابط خارجية
- برنارد تشوتانغ على موقع الاتحاد الدولي (مؤرشف)  (الإنجليزية)
- برنارد تشوتانغ على موقع اتحاد تركيا (لاعب) (الإنجليزية)
- برنارد تشوتانغ على موقع اتحاد أوكرانيا (الإنجليزية)
- برنارد تشوتانغ على موقع قاعدة بيانات كرة القدم.إي يو (الإنجليزية)
- برنارد تشوتانغ على موقع ليكيب (الفرنسية)
- برنارد تشوتانغ على موقع ناشيونال فوتبول تيمز (الإنجليزية)
- برنارد تشوتانغ على موقع Soccerway.com (الإنجليزية)
- برنارد تشوتانغ على موقع عالم كرة القدم.نت (الإنجليزية)